# Yasuhiro Nakasone
Pour les articles homonymes, voir Yasuhiro.
Yasuhiro Nakasone (中曽根 康弘, Nakasone Yasuhiro), né le 27 mai 1918 à Takasaki et mort le 29 novembre 2019 à Tokyo, est un homme d'État japonais. 
Il est le Premier ministre du Japon du 27 novembre 1982 au 6 novembre 1987.

## Biographie

### Jeunesse (1918-1947)

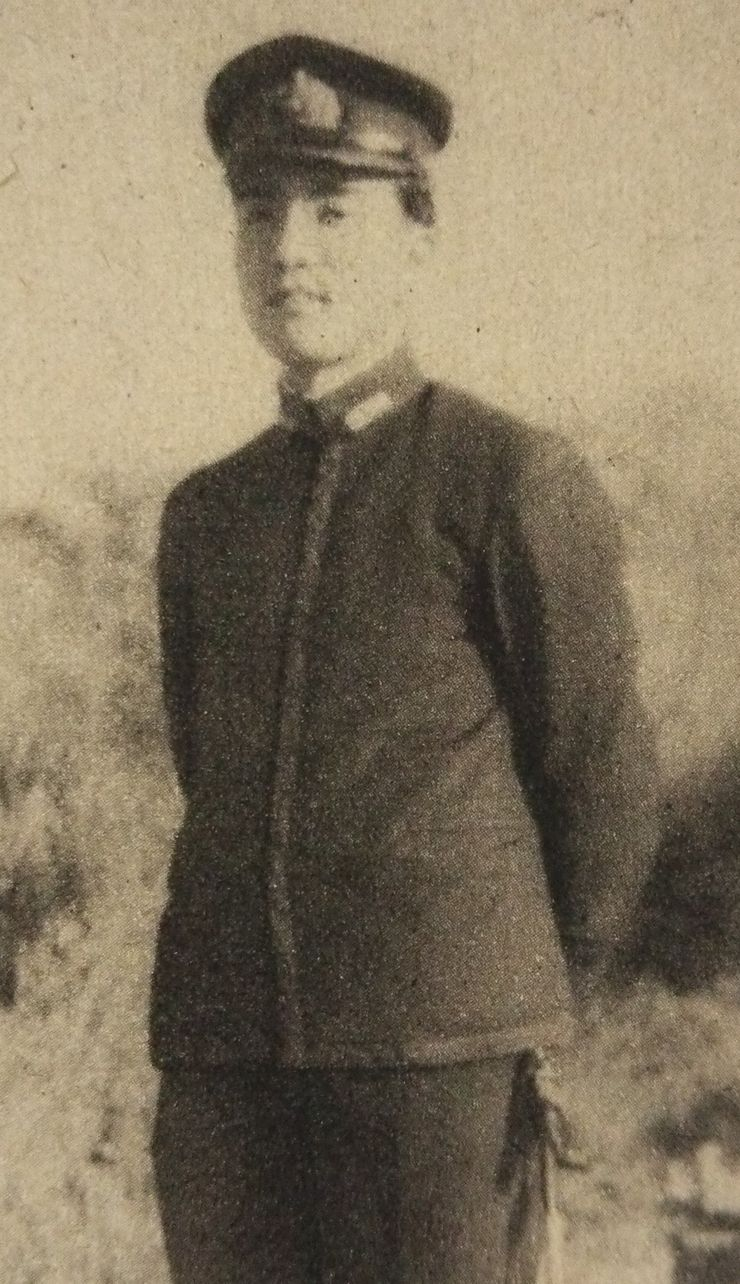
Yasuhiro Nakasone, officier dans la Marine impériale japonaise en 1940.

Yasuhiro Nakasone est né à Takasaki, dans la préfecture de Gunma au nord-ouest de Tokyo, le 27 mai 1918,. Il est le troisième enfant de Matsugoro Nakasone II, négociant en bois et de Yuku Nakamura. Il a un frère plus âgé, Kichitarō, une sœur plus âgée, Shōko, un jeune frère, Ryosuke, ainsi qu'un jeune frère et une jeune sœur morts en bas âge. Les Nakasone proviennent d'une famille de samouraïs de l'ère Edo (1603 – 1868), et revendiquent une filiation directe avec le clan Minamoto par le célèbre Minamoto no Yoshimitsu et son fils Minamoto no Yoshikiyo (mort en 1149). Selon les archives familiales, Tsunayoshi (tué en 1417), un vassal du clan Takeda et descendant de la dixième génération de Yoshihiko, prend le nom de Juro Nakasone et est tué à la bataille de Sagamigawa. Aux environs de 1590, le samouraï Sōemon Mitsunaga Nakasone s'installe dans la ville de Satomimura dans la province de Kōzuke. Ses descendants deviennent négociants en soie et prêteurs sur gages. Le père de Yasuhiro Nakasone, né Nakasone Kanichi, s'installe à Takasaki en 1912 et établit un commerce du bois, profitant de l'essor de la construction précédant la Première Guerre mondiale.
Nakasone qualifie son enfance et sa jeunesse d'heureuses, et lui même d'enfant calme et facile à vivre, surnommé « Yat-chan ». Inscrit dans une école primaire locale, il est un élève médiocre jusqu'à ses dix ans, après quoi il excellera dans ses études. Il intègre le lycée de Shizuoka en 1935, où il brille en histoire et en littérature et où il apprend à parler couramment le français. A l'automne 1938, il entre à l'université Impériale de Tokyo. Durant la Seconde Guerre mondiale, il est officier payeur dans la Marine impériale japonaise. Il écrit plus tard à propos de son retour à Tokyo en août 1945, après la capitulation du Japon : « Je me tenais désœuvré au milieu des ruines de Tokyo, après m'être séparé de mon épée courte et de mes épaulettes. Contemplant le paysage, je me suis juré de faire renaître de ses cendres mon pays. »

### Débuts de son engagement politique (1947-1967)
En 1947, il abandonne une prometteuse carrière de haut fonctionnaire gouvernemental, pour se présenter aux élections parlementaires, animé par la croyance que le Japon pourrait abandonner ses valeurs traditionnelles du fait de la repentance consécutive à la Seconde Guerre mondiale. Il fait campagne pour un parti nationaliste, plaidant pour une force d'autodéfense plus étendue, pour modifier l'article 9 de la constitution japonaise (interdisant le recours à la guerre pour solder les conflits internationaux), et pour faire renaître le patriotisme japonais, surtout en ce qui concerne le respect dû à l'empereur. Il est élu à la Diète japonaise en tant que membre de la chambre basse pour le Parti démocrate. En tant que député novice en 1951, il adresse une lettre de 28 pages au général MacArthur critiquant l'occupation, une action audacieuse. Le général aurait jeté rageusement la lettre à la poubelle, aurait plus tard appris Yasuhiro. Ce coup d'éclat l'établit comme politicien conservateur. Il gagne également une brève notoriété en 1952, lorsqu'il blâme l'empereur Hirohito pour la défaite du Japon lors de la seconde guerre mondiale.  En 1955, à sa demande pressante, le gouvernement accorde l'équivalent de quatorze millions de dollars à l'Agence pour les sciences industrielles et la technologie, pour démarrer la recherche sur l'énergie nucléaire. 

### Carrière ministérielle (1959-1982)
Nakasone prend du grade au sein du Parti démocrate, devenant ministre des Sciences dans le gouvernement de Nobusuke Kishi  en 1959, puis ministre des Transports en 1967, directeur général de l'Agence japonaise de défense de 1970 à 1971, ministre du Commerce international et de l'Industrie en 1972, puis ministre de l'Administration en 1981.
En tant que dirigeant des Forces d'autodéfense, il argumente en faveur d'une augmentation du budget de la défense, de moins de 1 % du PIB à 3 % de celui-ci. Il est également en faveur de la possession par le Japon de l'arme nucléaire. Il est surnommé « la girouette » en 1972 pour avoir, pendant l'élection à la direction du parti, soutenu Takeo Fukuda puis Kakuei Tanaka, favorisant l'élection du dernier. Il recevra en contrepartie un important soutien de Tanaka, lors de son affrontement avec Fukuda pour le poste de Premier ministre une décennie plus tard.

### Premier ministre (1982-1987)

Les dirigeants des États membres du G7 de 1983 devant le capitole de Williamsburg. De gauche à droite : Pierre Trudeau, Gaston Thorn, Helmut Kohl, François Mitterrand, Ronald Reagan, Yasuhiro Nakasone, Margaret Thatcher et Amintore Fanfani.

En 1982, Nakasone devient Premier ministre. Avec le ministre des Affaires étrangères Shintarō Abe, il améliore les relations qu'entretient le Japon avec l'URSS et la république populaire de Chine. Nakasone est aussi réputé pour sa bonne relation avec le président des États Unis d'Amérique Ronald Reagan. Nakasone recherchait une relation plus équilibrée avec les États-Unis : « Le président Reagan est le lanceur et je suis le receveur. Quand le lanceur donne les signaux, je coopère sans réserve, mais si parfois il ne suit pas les indications du receveur, la partie ne peut être gagnée. » Pour lui le Japon est le porte-avions invincible des États-Unis dans le Pacifique, et le Japon « garderait le contrôle total des quatre détroits qui traversent l'archipel nippon, pour en interdire le passage aux sous-marins soviétiques  ».

Yasuhiro Nakasone fit une visite officielle en France, le 13 juillet 1985. Partisan d'une réduction du poids de l'État, il lance la privatisation de Nippon Telegraph and Telephone (NTT) en 1984 avec l'aide du syndicat majoritaire Zendentsû. Il est également à l'origine de la réforme du 1er avril 1987 de la Japanese National Railways, avec sa division en six sociétés régionales et une pour le fret, et leurs privatisations progressives. Cette privatisation du rail provoque un conflit ouvert avec les deux syndicats majoritaires Kokurô et Sôhyô qui seront laminés par la purge interne qui en résultera.

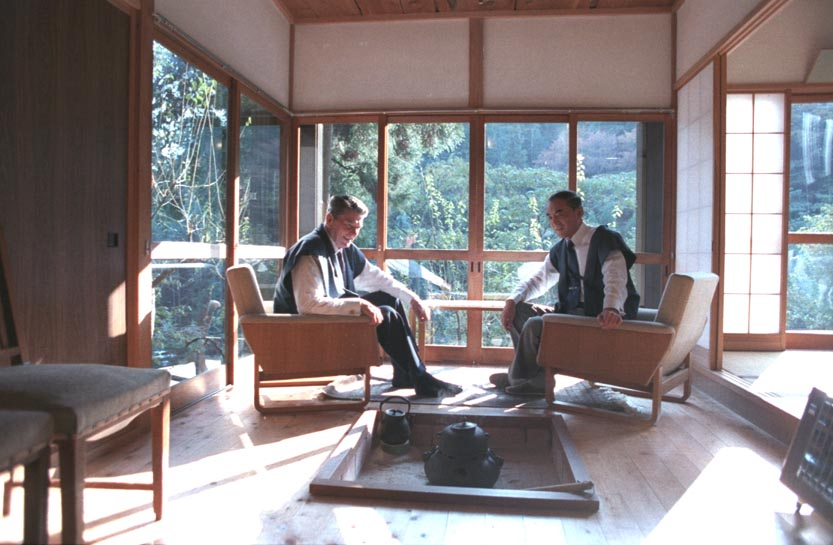
Rencontre entre Yasuhiro Nakasone et Ronald Reagan à Hinode le 11 novembre 1983.

Durant son mandat, ses nombreux déplacements officiels aux Etats-Unis apportent la preuve d'une alliance militaire, politique et commerciale renforcée entre les deux nationset d'une amitié personnelle avec Ronald Reagan. L'épisode où Yasuhiro Nakasone invite le président américain dans son ryokan à Hinode le 11 novembre 1983 sera un marqueur de cette amitié américano-japonaise. 
Masayuki Fujio, son ministre de l'Enseignement a dû démissionner en 1986.
En 1986, il déclenche une polémique aux États-Unis en déclarant que le niveau d'intelligence des États-Unis est inférieur à la moyenne parce que ce pays a beaucoup de Noirs et d'hispaniques.

### Retraite

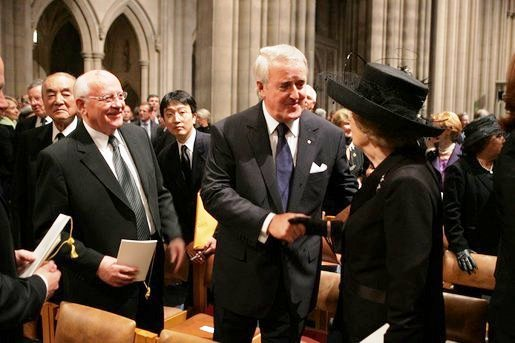
Yasuhiro Nakasone (à gauche), Mikhaïl Gorbatchev, Brian Mulroney et Margaret Thatcher (à droite), le 11 juin 2004 lors des funérailles de Ronald Reagan.

Le 8 novembre 1990, Yasuhiro Nakasone se rend à Bagdad, et obtient la libération de 77 ressortissants japonais, 35 ressortissants britanniques, 15 ressortissants italiens et de 4 ressortissants allemands enlevés par l'Irak de Saddam Hussein.
Décédé à 101 ans, il était depuis la mort du Soudanais Babiker Awadalla (1917-2019), le plus âgé des anciens Premiers ministres vivants et le dirigeant politique le plus âgé du monde. Il est, après Naruhiko Higashikuni, le deuxième Premier ministre japonais à la plus grande longévité.

## Dans la culture populaire
Cary-Hiroyuki Tagawa l'incarne dans le film américain Reagan (2021) de Sean McNamara.